# Topsport Vlaanderen-Baloise/2016
Deze pagina geeft een overzicht van de Topsport Vlaanderen-Baloise-wielerploeg in 2016.

## Algemeen
Algemeen manager: Christophe Sercu
Ploegleiders: Walter Planckaert, Luc Colyn, Hans De Clercq, Andy Missotten
Fietsmerk: Eddy Merckx

## Transfers
| Inkomend         | Team 2015 | Uitgaand             | Team 2016              |
| ---------------- | --------- | -------------------- | ---------------------- |
| Ruben Pols       | Neo       | Oliver Naesen        | IAM Cycling            |
| Maxime Farazijn  | Neo       | Edward Theuns        | Trek-Segafredo         |
| Kenneth Van Rooy | Neo       | Victor Campenaerts   | Team LottoNL-Jumbo     |
| Aimé De Gendt    | Neo       | Jelle Wallays        | Lotto Soudal           |
| Dries Van Gestel | Neo       | Pieter Jacobs        | Crelan-Vastgoedservice |
|                  |           | Arthur Vanoverberghe | Gestopt                |

## Renners
| Naam                 | Geboortedatum | Nationaliteit | Ploeg 2015 |
| -------------------- | ------------- | ------------- | ---------- |
| Amaury Capiot        | 25-06-1993    | België        |            |
| Aimé De Gendt        | 17-06-1994    | België        | Neo        |
| Moreno De Pauw       | 12-08-1991    | België        |            |
| Kenny De Ketele      | 05-06-1985    | België        |            |
| Floris De Tier       | 20-01-1992    | België        |            |
| Tim Declercq         | 21-03-1989    | België        |            |
| Maxime Farazijn      | 02-06-1994    | België        | Neo        |
| Sander Helven        | 30-05-1990    | België        |            |
| Eliot Lietaer        | 15-08-1990    | België        |            |
| Ruben Pols           | 03-11-1994    | België        | Neo        |
| Jonas Rickaert       | 07-02-1994    | België        |            |
| Jarl Salomein        | 27-01-1989    | België        |            |
| Thomas Sprengers     | 05-02-1990    | België        |            |
| Stijn Steels         | 21-08-1989    | België        |            |
| Dries Van Gestel     | 30-09-1994    | België        | Neo        |
| Preben Van Hecke     | 09-07-1982    | België        |            |
| Gijs Van Hoecke      | 12-11-1991    | België        |            |
| Bert Van Lerberghe   | 09-09-1992    | België        |            |
| Jef Van Meirhaeghe   | 23-01-1992    | België        |            |
| Kenneth Van Rooy     | 08-10-1993    | België        | Neo        |
| Pieter Vanspeybrouck | 10-02-1987    | België        |            |
| Otto Vergaerde       | 15-07-1994    | België        |            |
| Jens Wallays         | 15-09-1992    | België        |            |

## Overwinningen
Grand Prix de la Ville de Lillers
Winnaar: Stijn Steels
Omloop van het Waasland
Winnaar: Preben Van Hecke
Omloop Mandel-Leie-Schelde
Winnaar: Pieter Vanspeybrouck
1994 · 1995 · 1996 · 1997 · 1998 · 1999 · 2000 · 2001 · 2002 · 2003 · 2004 · 2005 · 2006 · 2007 · 2008 · 2009 · 2010 · 2011 · 2012 · 2013 · 2014 · 2015 · 2016 · 2017· 2018· 2019 · 2020 · 2021 · 2022 · 2023 · 2024 · 2025